# AEW Continental Championship
AEW Continental Championship – tytuł mistrzowski wrestlingu promowany przez amerykańską federację All Elite Wrestling (AEW). Założone 18 listopada 2023 roku, pierwotnie było składnikiem tego, co AEW promowało jako American Triple Crown Championship (nazywanym również Continental Crown Championship), które obejmowało również ROH World Championship siostrzanej promocji Ring of Honor (ROH) i Strong Openweight Championship w ramach partnerskiej promocji New Japan Pro-Wrestling (NJPW). Jednak tytuł kontynentalny został oddzielony od innych pasów, gdy był broniony i utracony indywidualnie 20 marca 2024 roku, rozbijając w ten sposób Potrójną Koronę. Inauguracyjnym mistrzem był Eddie Kingston.

## Historia
11 listopada na odcinku Collision, prezes AEW Tony Khan ogłosił Continental Classic, 12-osobowy turniej rozgrywany systemem kołowym, podobny do G1 Climax organizacji New Japan Pro-Wrestling (NJPW), który będzie rozgrywany w odcinkach Dynamite, Rampage i Collision, począwszy od odcinka Dynamite z 22 listopada, z półfinałami (promowanymi jako finały ligi) rozgrywanymi 27 grudnia na odcinku Dynamite, a finałem turnieju odbywającym się na Worlds End. Bryan Danielson ogłosił swój udział w Continental Classic pomimo kontuzji kości oczodołu. Ogłoszono również, że zwycięzca turnieju zostanie inauguracyjnym posiadaczem AEW Continental Championship.
Inauguracyjny zwycięzca AEW Continental Championship, Eddie Kingston, został również ogłoszony American Triple Crown Championem po zdobyciu tytułu kontynentalnego, ponieważ był już posiadaczem ROH World Championship siostrzanej promocji Ring of Honor (ROH) i Strong Openweight Championship w ramach partnerskiej promocji New Japan Pro-Wrestling (NJPW). Będąc częścią Triple Crown Championship, Continental Championship jest uznawany przez AEW, ROH i NJPW i będzie broniony we wszystkich trzech promocjach. Następnie Continental Champion z chwili następnego Continental Classic zostanie automatycznie zapisany do turnieju.
20 marca 2024 roku w odcinku Dynamite, Kingston samotnie bronił Continental Championship przeciwko Kazuchike Okadzie i przegrał walkę oraz tytuł na rzecz Okady, oddzielając w ten sposób tytuł kontynentalny od innych pasów Kingstona i rozwiązując Triple Crown.

## Panowania
Obecnym mistrzem jest Kazuchika Okada, który jest w swoim pierwszym panowaniu. Pokonał poprzedniego mistrza Eddiego Kingstona na odcinku Dynamite, 20 marca 2024.
| Nr        | Ogólny numer panowania                                       |
| Panowanie | Liczba panowań konkretnego mistrza                           |
| Dni       | Liczba dni panowania                                         |
| +         | Oznacza, że liczba dni w posiadaniu wzrasta z kolejnym dniem |

| Nr |                 | Zmiana mistrza       | Zmiana mistrza | Zmiana mistrza      | Statystyki panowania | Statystyki panowania | Notka | Odn.  |
| Nr | Data            | Gala                 | Miejsce        | Panowanie           | Dni                  |                      | Notka | Odn.  |
| -- | --------------- | -------------------- | -------------- | ------------------- | -------------------- | -------------------- | --- | ----- |
| 1  | Eddie Kingston  | 30 grudnia 2023(dts) | Worlds End     | Uniondale, NY       | 1                    | 81                   | Pokonał Jona Moxleya w finale 12-osobowego turnieju Continental Classic; ROH World Championship i NJPW Strong Openweight Championship Kingstona również były na szali i został okrzyknięty inauguracyjnym posiadaczem American Triple Crown (zwanego także Continental Crown) za posiadanie wszystkich trzech tytułów. | [ 5 ] |
| 2  | Kazuchika Okada | 20 marca 2024(dts)   | Dynamite       | Toronto, ON, Kanada | 1                    | 480+                 | Ta walka była tylko o Continental Championship. Podczas tego panowania na All In 12 lipca 2025 roku, Okada pokonał Kenny’ego Omegę w Winner Takes All matchu, aby wygrać AEW International Championship i zostać inauguracyjnym AEW Unified Champion, ale z tytułami zachowującymi swoje indywidualne rodowody.        | [ 4 ] |